# Passante ferroviario di Milano
| |                      |                                         |                                         |
| Streckenlänge: | 13 km                |                                         |                                         |
| Spurweite: | 1435 mm (Normalspur) |                                         |                                         |
| Stromsystem: | 3 kV =               |                                         |                                         |
| Zweigleisigkeit: | durchgehend          |                                         |                                         |
| |                      |                                         |                                         |
| \| \| \| von Turin und Domodossola \| \| \| \| 13,316 \| Milano Certosa \| Milano Certosa \| \| \| \| nach Mailänder Gürtelbahn \| \| \| \| 12,036 \| Milano Villapizzone \| Milano Villapizzone \| \| \| \| von Saronno / von Asso \| \| \| \| \| Milano Bovisa Politecnico Endstation \| \| \| \| \| nach Milano Cadorna \| \| \| \| \| \| \| \| \| 9,734 \| Milano Lancetti \| Milano Lancetti \| \| \| 8,410 \| Milano Porta Garibaldi \| Milano Porta Garibaldi \| \| \| 7,322 \| Milano Repubblica \| Milano Repubblica \| \| \| 6,376 \| Milano Porta Venezia \| Milano Porta Venezia \| \| \| 5,063 \| Milano Dateo \| Milano Dateo \| \| \| 3,204 \| Milano Porta Vittoria \| Milano Porta Vittoria \| \| \| \| \| \| \| \| 1,788 \| Milano Forlanini \| Milano Forlanini \| \| \| \| von Milano Lambrate und Milano Rogoredo \| \| \| \| 0,000 \| Bivio Lambro \| Bivio Lambro \| \| \| \| nach Venedig \| \| \| \| \| von Mailänder Gürtelbahn \| \| \| \| \| Milano Rogoredo Endstation \| \| \| \| \| nach Genua / nach Bologna \| \| |                      |                                         |                                         |
| Strecke |                      | von Turin und Domodossola               | von Turin und Domodossola               |
| Bahnhof | 13,316               | Milano Certosa                          | Milano Certosa                          |
| Abzweig geradeaus und nach links |                      | nach Mailänder Gürtelbahn               | nach Mailänder Gürtelbahn               |
| Haltepunkt / Haltestelle | 12,036               | Milano Villapizzone                     | Milano Villapizzone                     |
| Tunnelanfang · Abzweig geradeaus und von links |                      | von Saronno / von Asso                  | von Saronno / von Asso                  |
| Strecke (im Tunnel) · Bahnhof |                      | Milano Bovisa Politecnico Endstation    | Milano Bovisa Politecnico Endstation    |
| Strecke (im Tunnel) · Abzweig geradeaus und nach rechts |                      | nach Milano Cadorna                     | nach Milano Cadorna                     |
| Abzweig geradeaus und von links (im Tunnel) · Strecke nach rechts und Tunnelanfang |                      |                                         |                                         |
| Bahnhof (im Tunnel) | 9,734                | Milano Lancetti                         | Milano Lancetti                         |
| Haltepunkt / Haltestelle (im Tunnel) | 8,410                | Milano Porta Garibaldi                  | Milano Porta Garibaldi                  |
| Haltepunkt / Haltestelle (im Tunnel) | 7,322                | Milano Repubblica                       | Milano Repubblica                       |
| Haltepunkt / Haltestelle (im Tunnel) | 6,376                | Milano Porta Venezia                    | Milano Porta Venezia                    |
| Haltepunkt / Haltestelle (im Tunnel) | 5,063                | Milano Dateo                            | Milano Dateo                            |
| ehemaliger Bahnhof Tunnelende | 3,204                | Milano Porta Vittoria                   | Milano Porta Vittoria                   |
| Strecke von links · Abzweig geradeaus und nach rechts |                      |                                         |                                         |
| Strecke · Haltepunkt / Haltestelle | 1,788                | Milano Forlanini                        | Milano Forlanini                        |
| Strecke · Abzweig geradeaus und von links |                      | von Milano Lambrate und Milano Rogoredo | von Milano Lambrate und Milano Rogoredo |
| Strecke · Blockstelle | 0,000                | Bivio Lambro                            | Bivio Lambro                            |
| Strecke · Strecke nach links |                      | nach Venedig                            | nach Venedig                            |
| Abzweig geradeaus und von links |                      | von Mailänder Gürtelbahn                | von Mailänder Gürtelbahn                |
| Bahnhof |                      | Milano Rogoredo Endstation              | Milano Rogoredo Endstation              |
| Strecke |                      | nach Genua / nach Bologna               | nach Genua / nach Bologna               |

Der Passante ferroviario di Milano, deutsch etwa ‚Mailänder Verbindungsbahn‘, ist die Stammstrecke der Stadtschnellbahn in Mailand. Die unterirdisch verlaufende Durchmesserlinie ist ungefähr 13 km lang und durchquert die Stadt von Nordwesten in Richtung Südosten, ohne den Bahnhof Milano Centrale anzubinden. Sie folgt ungefähr der alten oberirdisch verlaufenden Verbindungsbahn, die 1931 eingestellt wurde.

## Verlauf
Die Strecke beginnt im Nordwesten bei den Bahnhöfen Milano Bovisa und Milano Certosa. Der Ast von Bovisa verlässt viergleisig den Bahnhof und vereinigt sich bereits in Tieflage unter dem Gelände des ehemaligen Güterbahnhofs Librera zu einer zweigleisigen Strecke, der Ast von Milano Certosa wird als eigene zweigleisige Strecke geführt, die auch den Haltepunkt Milano Villapizzone bedient. Beide Äste vereinigen sich östlich von Milano Lancetti, dem ersten Tiefbahnhof der Strecke, der sich unter dem ehemaligen Güterbahnhof Farini nördlich der Strecke von Certosa zum Bahnhof Milano Porta Garibaldi befindet. Der Passante führt danach nach Süden unter den Gleisen zur Porta Garibaldi hindurch und hat südlich neben dem Bahnhof aus den 1960er Jahren einen zweigleisigen Tiefbahnhof mit Inselbahnsteig. Danach schwenkt der Passante in die Straßenzüge Viale della Liberazione, Viale Tunisia und Viale Regina Giovanna ein, wo sich die Haltepünkte Milano Repubblica und Milano Porta Venezia befinden. Der Passante biegt dann ungefähr 45° nach Süden in den Viale dei Mille ein, wo sich der Bahnhof Milano Dateo befindet. Mit einer 90° Kurve in Richtung Osten biegt der Passante in die Lage des Bahnhofs Milano Porta Vittoria ein, wo er unmittelbar östlich des Bahnhofs ans Tageslicht tritt. Die Strecke teilt sich hier in zwei Äste. Der nördliche führt über den Bahnhof Milano Forlanini zur Strecke Richtung Venedig, der südliche über den Bahnhof Milano Rogoredo zu den Strecken in Richtung Bologna und Genua.

## Geschichte
Mit der Eröffnung des nördlichen Teils der Gürtelbahn und des Bahnhofs Milano Centrale im Jahre 1931 ging Mailand eine direkte Verbindung der Strecken im Nordwesten mit denjenigen im Südosten verloren, weil der alte Zentralbahnhof mit der Verbindungsbahn zur Porta Vittoria aufgehoben wurde. Dieses Manko sollte durch eine neue Bahnstrecke in Tieflage beseitigt werden. Die Planung begann gegen Ende der 1960er Jahre, der Bau wurde 1984 begonnen.
Als erster Abschnitt ging am 21. Dezember 1997 die Strecke vom Bahnhof Milano Nord Bovisa der Ferrovie Nord Milano (FNM) über Lancetti, Porta Garibaldi und Repubblica bis Porta Venezia in Betrieb. Ende Mai 1999 folgte die Anbindung an die FS-Strecke bei Milano Certosa. 2002 gingen die Verlängerung der unterirdischen Strecke bis Milano Dateo und der zusätzliche Bahnhof Milano Villapizzone am Ast nach Milano Certosa in Betrieb. Im Dezember 2004 wurde die Strecke bis zum Bahnhof Milano Porta Vittoria in Betrieb genommen. Ab dem gleichen Datum erfolgte auch die Inbetriebnahme des Stadtschnellbahnnetzes mit den mit S gekennzeichneten Linien. Im Sommer 2008 erreichte der Passante den Bahnhof Milano Rogoredo, wo Verbindung zur bestehenden Strecke in Richtung Bologna besteht. Zur Expo 2015 wurde im Mai 2015 die Abzweigung von Porta Vittoria über Forlanini bis zur Anbindung an die Strecke in Richtung Venedig in Betrieb genommen.